# حبیب تاجمیری
حبیب تاجمیری (زاده ۲ اردیبهشت ۱۳۶۵ در مسجدسلیمان) بازیگر ایرانی سینما و تلویزیون است که در زمینه نمایش‌های تئاتر نیز فعالیت داشته‌است.  

## زندگی هنری
تاجمیری دارای مدرک لیسانس بازیگری از دانشکده رسانه تهران است. وی فعالیت هنری اش را در زمینه بازیگری، کارگردانی فیلم کوتاه در صدا و سیمای جمهوری اسلامی ایران شروع نموده؛ و بازیگری را با بازی در فیلم یار دوازدهم در سال ۱۳۸۱ آغاز کرد.

## کارنامهٔ هنری

### تئاتر
- نمایش Number1
- نمایش عروسی خین [۲]

### سینمایی
- افسانه ماه تی تی (۱۳۸۹)
- وارونگی (۱۳۹۴)
- یاردا (۱۳۹۷)
- مندیر بارون (۱۳۹۸)
- بچه گرگ‌های دره سیب (۱۳۹۸)
- مادر برفی (۱۳۹۸)
- حکم تجدید نظر (۱۳۹۹)
- گوگری (۱۳۹۹)
- خانه ماهرخ (۱۳۹۹)
- شب سرد (۱۴۰۰)
- بَلیط (۱۴۰۰)
- ۷۶۰۰ (۱۴۰۱)
- آن دو (۱۴۰۲)
- انگشتری (۱۴۰۲) [۳] [۱] [۴]

### سریال‌ها
| سال  | نام         | سمت    | کارگردان     | توضیحات |
| ---- | ----------- | ------ | ------------ | ------- |
| ۱۴۰۱ | آزادی مشروط | بازیگر | مسعود ده‌نمکی | شبکه ۱  |

### شبکه نمایش خانگی
| سال  | نام مجموعه | سمت    | کارگردان    | پخش از |
| ---- | ---------- | ------ | ----------- | ------ |
| ۱۳۹۷ | آنجا       | بازیگر | امیر صادقی  | فیلیمو |
| ۱۳۹۷ | اسکی باز   | بازیگر | فریدون نجفی | فیلیمو |
|      |            |        |             |        |

## جوایز
وی جایزه بهترین بازیگری مرد از جشنواره منطقه‌ای یاسوج برای نمایش"عروسی خین در سال ۱۳۸۵  و بازیگر برتر دومین جشن مهر سینمای ایران را در کارنامه خود دارد.   